# Myckelgensjösjön
Der Myckelgensjösjön ist ein 3,75 km² großer See in der schwedischen Gemeinde Örnsköldsvik. Er liegt auf 193 m ö.h. und hat eine Länge von 3,4 km, bei einer maximalen Breite von 1,4 km.

## Geographie
Vor dem Myckelgensjösjön heißt der Södra Anundsjöån noch Bergsjöån, beim herausfließen aus dem See ändert sich der Name jedoch. Am Myckelgensjösjön liegen die Ortschaft Myckelgensjö und der Gammelgården, ein alter Bauernhof, der erstmals 1545 urkundlich erwähnt wurde.